# Лемнос
Ле́мнос (греч. Λήμνος, Лимнос; др.-греч. Λῆμνος) — остров в северо-восточной части Эгейского моря, западнее пролива Дарданеллы. Принадлежит Греции. Входит в группу Северо-Восточных островов. Население 16 992 человека по переписи 2011 года.

## География
Площадь острова составляет 476,288 км², береговая линия сильно изрезана, протяженность береговой линии — 270 км.
На острове более 30 населённых пунктов. Административный центр острова — Мирина (до 1950 года — Кастрон), второй по величине город — Мудрос.
Остров вулканического происхождения. Сложён преимущественно сланцами и вулканическими туфами. Наивысшая точка — 430 м над уровнем моря, в северо-западной части острова.

## Экономика
Местное население ведёт традиционное для северо-восточных островов Эгейского моря сельское хозяйство. Выращивается пшеница, культивируется виноград, растут тутовые и плодовые деревья, оливковых насаждений мало. Распространено пчеловодство. Изготовляется разные виды сыров: традиционная фета, καλαθάκι, который готовится в маленьких корзинах и сухой сыр, который сохнет под солнцем. До 1960-х годов на острове возделывался хлопок, по качеству сравнимый с египетским. Лемнос славится мускатными винами. На острове развита туристическая инфраструктура.

## Транспорт
Аэропорт расположен в центре острова. Ежедневные рейсы из Афин, время в пути 1 час. Также существует воздушное сообщение с Салониками и Лесбосом.
Порт расположен в южной части города Мирина. Ежедневно совершаются рейсы парома из Пирея, расстояние 186 морских миль. Время в пути 18,5 часов. Также ходят паромы из Рафины, есть паромная связь с островами Лесбос, Хиос, Псара, Самотраки, Патмос, Скирос и южным соседом Айос-Эфстратиос, а также Кавалой, Салониками, Александруполисом.

## История

### Греческая мифология
В греческой мифологии Лемнос был известен, как остров Гефеста, бога огня. Гефест родился некрасивым и хромым, и по преданиям, ребёнком был сброшен своей матерью Герой с Олимпа на землю на остров Лемнос. Жители Лемноса — синтийцы (Σίντιες), спасли Гефеста, и в благодарность он научил людей основам металлургии и кузнечному делу. В горе Мосихл (Μόσυχλον ή Μόσυχλος, Mosychlus) Гефест создал свою кузницу. После возвращения на Олимп кузница Гефеста на Лемносе, где прошло его детство, осталась его мастерской, в ней вечно горел священный огонь в горне. Он работал там с кабирами, местными богами, которых миф превратил в помощников или даже сыновей Гефеста, циклопами и с карликом Кедалионом.
Остров попал под власть Миноса, критского царя. Правителем Лемноса стал внук Миноса Фоант, сын Диониса и Ариадны. На острове Наксос Дионис встретил любимую им Ариадну, покинутую Тесеем, похитил её и на острове Лемнос вступил с ней в брак. От него она родила Энопиона, Фоанта, Стафила, Латромиду, Эванта и Тавропола. Один из сыновей, Фоант, женился на Мирине, дочери царя Иолка, так Фоант стал первым царём Лемноса. У Фоанта и Мирины родилась дочь Гипсипила.
Однажды лемносские женщины забыли принести жертву Афродите, за что прогневали богиню, и она наслала на них ужасное зловоние. Тогда мужчины стали изменять им с фракиянками. И однажды ночью лемниянки перебили всех мужчин на острове. Гипсипила не стала убивать своего отца, а посадила его в лодку без вёсел и пустила в море на волю богов. В дальнейшем лемнийские амазонки прославились своими набегами на Фракию.
Когда аргонавты во главе с Ясоном во время своего похода за Золотым Руном прибыли на остров, управляемый женщинами, царица Гипсипила хотела напасть на них с оружием, но её убедили принять их с миром. В честь прибытия героев Гипсипила учредила состязания по пентатлону. Таким образом, Лемнос считается родиной современного пятиборья.
Гипсипила полюбила предводителя аргонавтов Ясона, и остальные женщины вступили в брак с аргонавтами, в результате чего пребывание героев на острове затянулось на два года. От Ясона Гипсипила родила сына Эвнея и Фоанта (Неброфона). Так от союза амазонок и аргонавтов произошли минийцы.
Во время похода на Трою Филоктета — царя города Мелибеи — укусила змея. Рана его не заживала, соратники оставили его одного на острове Лемнос. Здесь он жил почти десять лет в пещере, страдая от болей и добывая себе пропитание охотой. Охота его облегчалась тем, что Филоктет владел луком и стрелами Геракла. Когда жрец Калхант объявил, что лук и стрелы Геракла необходимы для взятия Трои, на Лемнос отправили Одиссея. Здесь он овладел оружием, а Филоктета увёз с собой под Трою, где его вылечил один из сыновей Асклепия.

### С древних веков до наших дней
Уникальное положение острова на перекрёстке морских путей определило его историческую судьбу. Лемнос последовательно был заселён синтийцами, карийцами, критянами, минийцами и пеласгами.
Археологические раскопки показали, что остров был заселён уже с середины неолита. Самым важным подтверждением этого являются обнаруженные в юго-восточной части острова остатки древнего города Полиохни. Город был основан в 4-м тысячелетии до н. э. Был обитаем до 1600 года до н. э. Полиохни является одним из старейших организованных поселений Европы.
Около 1000 года до н. э. Лемнос был населён пеласгами или тирренами. К этому времени относится возникновение двух городов острова — сначала Гефестии и чуть позже Мирины. Свидетельством присутствия одного из этих двух народов является Лемносская стела.
Лемнос связан с мистическим культом Кабиров, детей Гефеста и нимфы Кабиро. На северо-востоке острова найдены остатки священных строений Кабиров, а в нескольких километрах южнее был обнаружен город Гефестия, расцвет которого пришёлся на V век до н. э. Просуществовал более 2000 лет.
С возникновением персидской империи и греко-персидскими войнами в 500—449 годах до н. э. Лемнос находится во власти персов. После победы греков Персия лишается владений в Эгейском море и остров попадает в сферу влияния афинян. Они основывают город Мирина на западном побережье острова. К этому же времени относятся известия о Гермоне, тиране в Гефестии, свергнутом афинянами.
В течение следующего тысячелетия на острове не было отмечено значительных событий. Лемнос попадает сначала под влияние спартанцев, потом македонян, а с расширением Римской империи находится во власти римлян.
Примерно в V веке н. э., с расколом Римской империи, остров достаётся византийцам. На противоположном берегу залива, на котором располагался город Гефестия, византийцы основывают город Коцинос. В те времена на острове производили и хранили значительную долю пшеницы, потребляемой Константинополем, таким образом Лемнос был одним из важнейших владений империи — житницей и зернохранилищем Константинополя.
В 1024 году морской поход к острову Лемнос от Абидоса на азиатском берегу Геллеспонта предпринял сородич умершего киевского князя Владимира Хрисохир.
В 1453—1456 годах Лемнос принадлежал генуэзской семье Гаттилузио, владевшей Лесбосом. В 1459 году остров становится резиденцией рыцарей Ордена Святой Марии Вифлеемской (создан для защиты острова от турок папой Пием II). В 1464 году остров захвачен венецианцами, которые укрепляют его крепостями для защиты от пиратов (пиратские вылазки продолжались до 1860 года) и турок. Одна из крепостей располагалась в Мирине, вторая — на месте города Коцинос. С одним из вторжений около 1475 года связан эпизод, когда лемносцы успешно отразили нападение турок, воодушевлённые мужеством юной девушки Марулы, которая с мечом убитого отца в руках встала на защиту крепости Коцинос.
Тем не менее в 1479 году остров на несколько веков попадает под владычество Османской империи.
В 1770 году русский флот Первой Архипелагской экспедиции под командованием графа Алексея Орлова, одержавший в том же году победу в Чесменском сражении, осадил и взял крепость Кастро и в течение некоторого времени использовал Мирину в качестве базы. Греческие жители острова, недовольные турецкой властью, в это время даже рассматривали возможность принятия российского подданства. После ухода эскадры графа Орлова на остров вернулись турки, где устроили жестокие расправы над жителями и священниками, проявившими лояльность к русским.
19 июня (1 июля) 1807 года между берегами Лемноса и полуострова Агиос-Орос (Афон) состоялось сражение русского и турецкого флотов, которое вошло в историю как Афонское сражение. Командовал русским флотом вице-адмирал Дмитрий Сенявин.
Греческий флот освободил остров в 1912 году. 8 октября в бухту Кастрона (в настоящее время Мирины) вошёл флагман греческого флота крейсер «Георгиос Авероф». На византийской крепости был поднят греческий флаг, и остров окончательно вошёл в состав Греции.
Запертый греческим флотом в проливе Дарданеллы после сражения при Элли, турецкий флот осмелился выйти второй раз в Эгейское море. 18 января 1913 года возле острова произошло морское сражение, известное в истории как сражение при Лемносе.
Греческий флот в очередной раз победил, после чего турецкий флот до конца войны оставался в проливах.
Во время Первой мировой войны на острове располагался гарнизон войск Антанты. Размещение гарнизона в 1915 году на острове инициировал Уинстон Черчилль. За несколько дней до начала Дарданелльской операции союзников 25 апреля 1915 года остров использовался для тренировки десанта, в том числе и шлюпочной команды русского крейсера «Аскольд». После Первой мировой войны на острове оставались французские войска.
Во время гражданской войны в России остров как база союзников использовался для лечения раненых. Первое массовое прибытие русских на Лемнос произошло после эвакуации Новороссийска весной 1920 года. Летом 1920 года на острове находились чины Добровольческой армии, казаки и беженцы. 25 человек из этой волны, скончавшиеся во время пребывания на острове, похоронены на русском участке Британского кладбища возле города Мудрос. Вторая, более массовая волна прибытия русских произошла в конце ноября — начале декабря 1920 года, когда из Крыма на остров прибыли более 18 тысяч кубанских казаков и Донское Атаманское военное училище из армии барона Врангеля. С января 1921 года сюда прибыли из провинции Чаталджа под Константинополем и части Донского казачьего корпуса, терские и астраханские казаки (всего 5 тысяч человек). Многие были с семьями. Общее пребывание на острове продолжалось более года. Условия проживания были плохими. В ноябре 1921 года часть казаков переправили на место новой службы в Югославию и Болгарию, другие разъехались самостоятельно, некоторые вернулись в Советскую Россию. Лемносскую зиму пережили не все — на Лемносе покоятся останки около 500 человек, в том числе женщин и детей. На Лемносе давали первые концерты для местных жителей всемирно известные музыкальные коллективы: Донской войсковой казачий хор Сергея Жарова и Донской казачий хор имени атамана Платова под руководством Николая Кострюкова.
С 1941 по 1944 годы Лемнос был оккупирован немецкими войсками.

## Память о пребывании русских на Лемносе
На острове существуют два главных русских захоронения: русский участок с мемориальной доской на Британском кладбище возле города Мудрос и русское кладбище в местечке Калоераки на мысе Пунда. На русском кладбище в 2004 году установлен трехметровый мраморный памятный крест, а в 2009 году — мемориальная стена. В местной греческой православной церкви города Мудрос находятся оставленные казаками иконы. В ближайшем к русскому кладбищу селении Портианон имеется краеведческий музей с русским разделом. На местном греческом кладбище недавно также обнаружили несколько русских могил.

## Достопримечательности
Мирина. Порт и столица острова, стоящая на месте одноимённого античного города. Названа в честь жены первого царя Лемноса. Расположен в двух западных бухтах острова. Бухты разделены скалистым и крутым полуостровом, на котором расположена заброшенная византийская (генуэзская) крепость Кастро. На противоположном холме, через бухту порта расположен православный греческий храм.
Следует посетить археологический музей который расположен на набережной бухты Ромейкос-Ялос.
В 2004 году на набережной города Мирина был открыт памятник двум российским флотоводцам Алексею Орлову и Дмитрию Сенявину, которые в 18-м и XIX-м столетии помогали жителям Лемноса избавиться от турецкого ига.
Полиохни. Располагается недалеко от села Каминия, в юго-восточной части Лемноса, в 33 км от Мирины и в 9 км от Мудроса. Самая значительная археологическая достопримечательность Лемноса. Здесь было древнейшее неолитическое поселение Эгейского бассейна, возникшее ок. 4000 г. до н. э. Присвоен статус Культурного Парка Европы.
Мудрос. Второй порт и бывшая столица острова. Располагается на юго-востоке в 27 километрах от Мирины на берегу одноимённого залива. В городе находятся Благовещенская церковь, а пригороде города казачье кладбище, восстановленное в 2004 году.
Коцинос. Рыбачья деревня в глубине бухты Пурния, на северном побережье острова.
В заливе расположена средневековая крепость. Близ Коциноса стоит гора Деспотис, которую отождествляют с античным Мосихлом и вулканом.
Гефестия. Самый крупный город античного Лемноса.
Святилище Кабиров (Хлоя). Развалины зданий VII—VI вв. до н. э., относившихся к комплексу святилища Кабиров. Располагаются в северо-восточной части острова. В просторных залах (ныне развалины), называвшихся Телестериями, происходили мистерии Кабиров, как и на острове Самотраки.

## Факты
Остров Лемнос был использован компанией-разработчиком игр Bohemia Interactive в качестве основы для создания острова Алтис, на котором происходят действия игры Arma III. Двое разработчиков просидели несколько месяцев в тюрьме на этом острове, их подозревали в шпионаже, скорее всего в пользу Турции. Для их освобождения потребовалось вмешательство чешского МИДа. В результате в игре остров был переименован из Лемноса в Алтис.